# ناحیه کیش‌کوروش
ناحیه کیش‌کوروش (به مجاری: Kiskőrösi járás) یک ناحیه در مجارستان است که در باچ-کیش‌کون واقع شده‌است. ناحیهٔ کیش‌کوروش ۱٬۱۳۰٫۳۳ کیلومتر مربع مساحت و ۵۴٬۶۲۵ نفر جمعیت دارد.